# Hervormde kerk (Sluis)
De Hervormde kerk was een protestants kerkgebouw in de stad Sluis, gelegen aan de Hoogstraat.

## Geschiedenis
De Hervormden hadden de middeleeuwse Sint-Janskerk genaast en deze gebruikt tot de sloop ervan in 1823.
In 1824 kregen de Hervormden een nieuw kerkgebouw, gelegen aan de Kanonnenstraat. Dit was een neoclassicistische kruisvormige kerk met een vieringtoren, die qua opzet sterk verwant was aan de toenmalige Hervormde Kerk in Sas van Gent (1750-1752). In 1944 werd deze kerk, tijdens de Slag om de Schelde, door bombardementen verwoest.
Een nieuwe kerk, gelegen aan de Hoogstraat, kwam tot stand in 1950. Deze was ontworpen door Jordanus Roodenburgh en behoorde tot de wederopbouwarchitectuur. Het was een bakstenen kerkgebouw in traditionalistische stijl zwemend naar de Delftse School, bestaande uit een middenbeuk, twee smalle zijbeuken en een verhoogd koor met daarop een klokkentorentje.
De kerk werd buiten gebruik gesteld en in 1998 gesloopt. Op de plaats daarvan werden woningen gebouwd en een bescheiden kerkcentrum in een zaaltje in het appartementencomplex De Kogge dat daar ter plaatse verrees.